# Nördlicher Glattdelfin

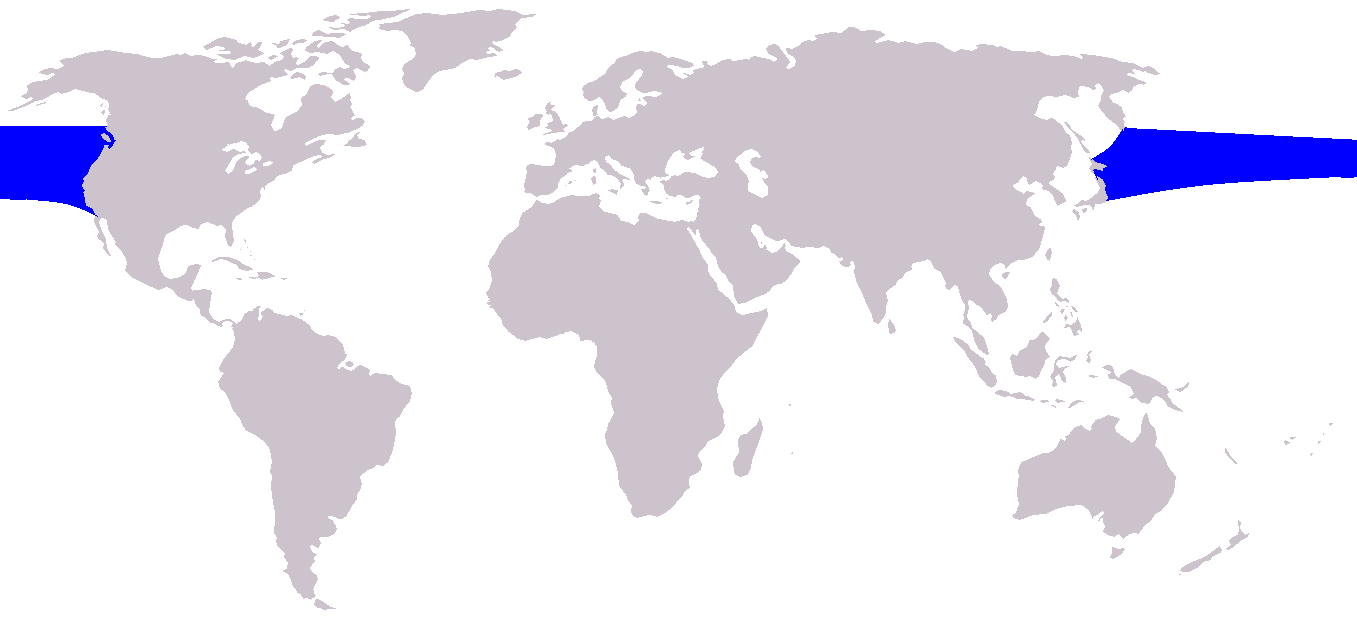
Verbreitungskarte des Nördlichen Glattdelfins

Der Nördliche Glattdelfin  (Lissodelphis borealis) ist einer der beiden Vertreter der Gattung Lissodelphis     
innerhalb der Delfine (Delphinidae). Er ist in der offenen See des Nordpazifiks (zwischen dem 30. und 51. Breitengrad) zuhause.

## Merkmale
Der Glattdelfin unterscheidet sich von allen anderen Delfinarten durch das völlige Fehlen der Finne. Es sind sehr schlanke, etwa zwei bis drei Meter lange Delfine. Das Gewicht liegt bei 60 bis 100 Kilogramm. Der Körper ist schwarz, nur die Spitze des Unterkiefers, die Brust und ein Streifen von dieser bis zur Fluke, der sich um den Nabel vor allem bei Männchen verbreitert, sowie der Großteil der Flukenunterseite sind weiß. Die Schnauze ist kurz und schlank mit vorstehendem Unterkiefer und ist durch eine Furche von der leicht abfallenden Stirn abgesetzt. Der Kopf ist schmal. Die Flipper sind klein und schlank. Die Fluke ist schmal mit konkaver Hinterkante und deutlicher Einkerbung in der Mitte. Kälber sind bei der Geburt 80 bis 100 Zentimeter lang und graubraun oder cremefarben.

## Verhalten
Der nördliche Glattdelfin tritt meist in Gruppen von fünf bis 200 Tieren auf, die sich mitunter zu Schulen mit bis zu 3000 Tieren zusammenschließen. Die Tiere sind schreckhaft und meiden Boote. Beim schnellen Schwimmen oder auf der Flucht machen sie häufig lange flache Sprünge. Als Nahrung dienen Fische und Tintenfische.